# Oberwertach
Oberwertach ist ein Ortsteil der Gemeinde Feldkirchen-Westerham im Landkreis Rosenheim. Der Weiler liegt im Osten der Gemeinde nordöstlich von Feldolling auf einer Höhe von 575 m ü. NHN und hat 62 Einwohner (Stand 31. Dezember 2004). Oberwertach bildet zusammen mit Unterwertach den Gemeindeteil Wertach. Südlich von Oberwertach entspringt der Kirchdorfer Bach, der in den Moosbach mündet, welcher selbst im weiteren Verlauf schließlich in die Glonn mündet.
Aus Oberwertach stammt der Kabarettist Stefan Kröll.